# Conquests
Conquests is een 10-delige sciencefiction-reeks van de Fransman Jean-Luc Istin. De tekeningen zijn van Zivorad Radivojevic en de inkleuring wordt gedaan door Eber Evangelista. De stripreeks wordt uitgeven door uitgeverij Silvester.

## Verhaal
In de verre toekomst bestaat de aarde nog maar uit vijf kolonies. Iedere kolonie heeft een eigen armada van ruimteschepen. Met hun ruimteschepen gaan ze op zoek naar bewoonbare exoplaneten. Helaas zijn deze exoplaneten al bewoond door intelligente wezens. Om te overleven zullen de mensen de planeten moeten veroveren. Elk album in de serie vertelt een nieuw verhaal over de mensheid die op een andere exoplaneet landt. Het concept van de serie is interessant, omdat elk verhaal een uniek perspectief biedt. Het verhaal gaat over diverse personages die beide kanten van het conflict staan.

## Albums
| 01 | Islandia | 2018-2019 |
| 02 | Deluvenn | 2019-2020 |
| 03 | Decornum | 2019-2020 |
| 04 | Uranië   | 2019-2021 |
| 05 | Enorus   | 2020-2021 |
| 06 | Adonaï   | 2020-2021 |
| 07 | Tanami   | 2021-2022 |
| 08 | Neïta    | 2021-2023 |
| 09 | Sahondra | 02022     |
| 10 | Sylaris  | 02023     |